# Estrutura em grande escala do universo

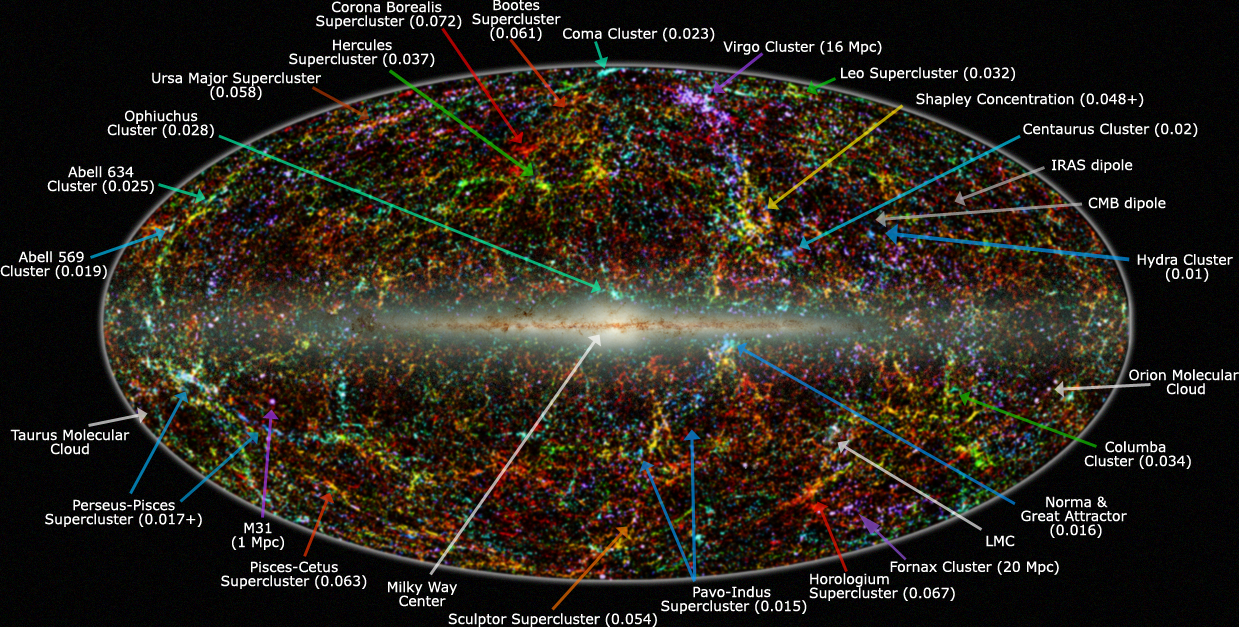
Vista panorâmica de todo o céu no infravermelho próximo revela a distribuição de galáxias além da Via Láctea. A imagem foi obtida do catálogo 2MASS, com mais de 1,5 milhões de galáxias e o Point Source Catalog (PSC), com cerca de 500 milhões de estrelas na Via Láctea. As galáxias estão representadas por cores associadas a seu desvio para o vermelho obtidos do UGC, CfA, Tully NBGC, LCRS, 2dF, 6dFGS, e das expedições SDSS (e de várias observações compiladas pelas bases de dados extragalácticos da NASA) ou fotometricamente deduzidas da banda K (2,2 um). As azuis são as fontes mais próximas (z < 0,01), as verdes estão a distâncias moderadas (0,01 < z < 0,04) e as vermelhas são as mais distantes que o catálogo 2MASS pode resolver (0,04 < z < 0,1). O mapa está projetado em coordenadas galácticas. Gráficos de Thomas Jarret (IPAC)

Em cosmologia física, o termo estrutura em grande escala se refere à caracterização das distribuições observáveis de matéria e luz nas maiores escalas (tipicamente da ordem de bilhões de anos luz). As expedições de observação do céu e o mapeamento em várias faixas de comprimento de onda da radiação eletromagnética (em particular as emissões de 21 cm) tem proporcionado muita informação sobre o conteúdo e a estrutura do Universo. A organização da estrutura parece seguir um modelo hierárquico, em que na maior escala encontram-se os superaglomerados e filamentos. Além dessa escala, parece que não há nenhuma estrutura contínua, um fenômeno que tem sido conhecido como o "Final da Grandeza".